# Танци, Лиа
Лиа Танци (итал. Lia Tanzi; род. 3 ноября 1948) — итальянская актриса.

## Биография
Родилась 3 ноября 1948 года в Буэнос-Айресе, Аргентина в семье итальянцев. В конце 60-х годов прибыла в Италию. Она училась актерскому мастерству в театральной школе театра Пикколо в Милане, где познакомилась со своим будущим мужем, актером Джузеппе Памбиери.
Дебютировала в роли проститутки в фильме режиссера Серджио Мартино "Безумный Милан — Полиция добивается справедливости (итал. Milano trema — La polizia vuole giustizia). Популярность к Лиа Танци пришла после выхода на экраны Италии фильма «Моя жена — колдунья». Снималась в фильмах режиссеров Дино Ризи, Франко Кастеллано, Стено, Карло Вандзина, Джорджио Капитане. Выступала в дуэте с мужем на театральной сцене, снималась в телесериалах.